# NGC 5383
NGC 5383 est une galaxie spirale barrée située dans la constellation des Chiens de chasse. Sa vitesse par rapport au fond diffus cosmologique est de 2 446 ± 13 km/s, ce qui correspond à une distance de Hubble de 36,1 ± 2,5 Mpc (∼118 millions d'al). NGC 5383 a été découvert par l'astronome germano-britannique William Herschel en 1787.

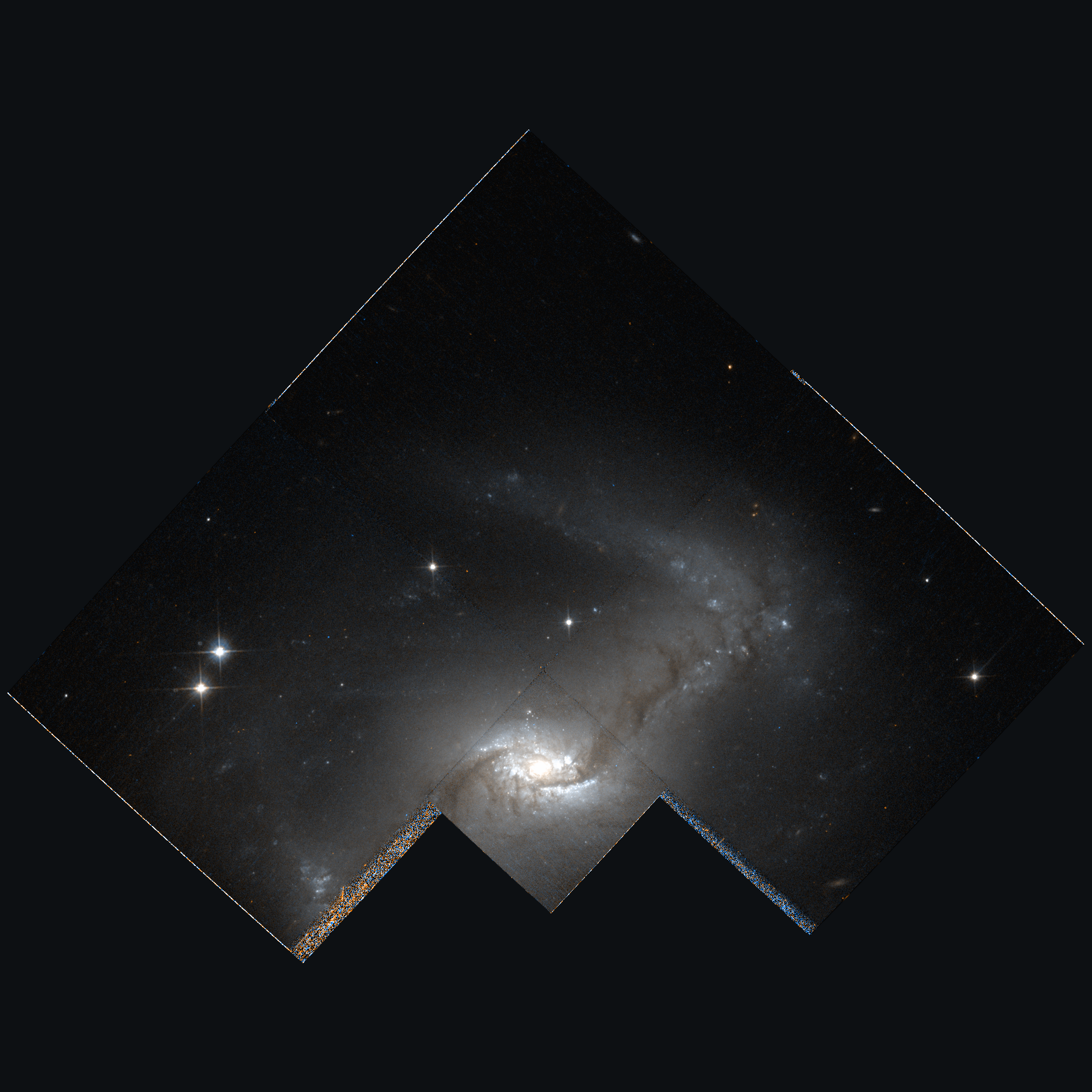
NGC 5383 par le télescope spatial Hubble.

La classe de luminosité de NGC 5383 est II et elle présente une large raie HI. C'est aussi une galaxie à sursaut de formation d'étoiles.
NGC 5383 est une galaxie dont le noyau brille dans le domaine de l'ultraviolet. Elle est inscrite dans le catalogue de Markarian sous la cote Mrk 281 (MK 281). La luminosité de NGC 5383 dans l'infrarouge lointain (de 40 à 400 µm)  est égale à 2,19 × 1010 {\displaystyle L_{\odot }} (1010,34{\displaystyle L_{\odot }}) et sa luminosité totale dans l'infrarouge (de 8 à 1 000 µm) est de 2,82 × 1010 {\displaystyle L_{\odot }} (1010,45{\displaystyle L_{\odot }}).
À ce jour, neuf mesures non basées sur le décalage vers le rouge (redshift) donnent une distance de 33,944 ± 8,852 Mpc (∼111 millions d'al), ce qui est à l'intérieur valeurs de la distance de Hubble.

## Supernova
La supernova SN 2005cc a été découverte dans NGC 5383 le 19 mai 2005 par les astronomes amateurs américains Tim Puckett et Alex Langoussis. Cette supernova était de type Ia.

## Groupe de NGC 5383
NGC 5383 est la principale d'un groupe qui porte son nom. Selon A.M. Garcia, groupe de NGC 5383 compte au moins quatre membres. Les trois autres galaxies du groupe sont NGC 5337, NGC 5353 et NGC 5362.
D'autre part, Abraham Mahtessian place ces quatre galaxies dans un autre groupe, celui de NGC 5371, un groupe également mentionné par Garcia.